# چائیرکوی (مرزیفون)
چائیرکوی (به ترکی استانبولی: Çayırköy) یک منطقهٔ مسکونی در ترکیه است که در مرزیفون واقع شده‌است.